# Аборты в Чехии
Аборты в Чешской республике разрешены до 12й недели беременности, по медицинским показаниям разрешены до 24й недели беременности, в случае тяжёлых пороков плода – в любое время. Аборты по медицинским показаниям покрываются медицинской страховкой, но вообще аборты в Чехии относительно доступны. По-чешски искусственный аборт называется прерыванием или umělé přerušení těhotenství, часто в просторечии potrat («выкидыш»).

## История
В 1957 году аборты были разрешены в Чехословакии, хотя с ограничениями в зависимости от текущей политики проводимой правительством. В 1986 году ограничения были сняты, что вызвало рост числа абортов.
С 1993 года аборты не по медицинским показаниям не оплачиваются системой общественного здравоохранения. Абсолютный пик числа абортов был отмечем в 1990 году (100 тыс. за год), и с этого времени неуклонно уменьшался, снизившись на треть в 2004 году. Снижение произошло отчасти ввиду широкой доступности средств контрацепции и улучшения сексуального образования.
Медикаментозный аборт (с использованием мифепристона) был зарегистрирован в 2013 году.

## Статистика
В 2009 году было зарегистрировано 40.528 абортов, из них 14 629 (36,1%) были самопроизвольными выкидышами, а 24 636 (60,8%) были искусственными абортами (исторически самое низкое число за всю историю), из которых 77% были «мини-абортами» (в течение 8 недель беременности). Было прервано 1300 внематочных беременностей. Общее количество абортов на одну женщину составило 0,53, искусственных абортов — 0,34.
В 2010 году уровень абортов составил 10,7 абортов на 1000 женщин в возрасте 15–44 лет.
По регионам самый высокий уровень абортов отмечен в северной и северо-западной Богемии ввиду структуры населения (В 2002 году в районе Тарнув было отмечено 31,3% абортов). Наименьший уровень отмечен в сельских районах южной Моравии и Богемско-Моравских гор (В 2002 году в районе Ждар-над- Сазавой было отмечено 15.5% абортов). Число абортов в крупных промышленных городах в общем выше чем в маленьких городах и деревенской местности.
Замужние женщины заполняют крупнейший сегмент, но их соотношение уменьшается в пользу незамужних молодых женщин. Женщины с высшим образованием делают около 6% искусственных абортов. В 2009 году 7,5% женщин, сделавших аборты были иностранками, проживающими в Чешской Республике. Официальной статистики абортивного туризма (в основном из соседней Польши, где строго ограничены разрешённые искусственные аборты) не существует, но цифры оцениваются как низкие.

## Опросы общественного мнения
Общество в Чешский республике в основном поддерживает легальность абортов. Это подтверждается рядом опросов общественного мнения.
- В апреле 2003 года Центры по контролю и профилактике заболеваний США/ORC Macro report был проведён опрос среди женщин от 15 до 44 лет, был задан вопрос: «Считаете ли вы что женщина всегда имеет право решать насчёт своей беременности, включая право на аборт». В 2003 году 85% чешских граждан поддерживали право женщины на аборт, 15% - нет. Из этих 15% 91% считали, что аборт бопустим в случае опасности для жизни, 74% в случае пороков плода. 72% - в случае риска для здоровья, 71% - в случае изнасилования, 16% - если семья не может содержать ребёнка по финансам и 8% - если женщина незамужем[7].